# Acmadenia macradenia
Acmadenia macradenia är en vinruteväxtart som först beskrevs av Otto Wilhelm Sonder, och fick sitt nu gällande namn av Dümmer. Acmadenia macradenia ingår i släktet Acmadenia och familjen vinruteväxter. Inga underarter finns listade i Catalogue of Life.